# MHC-I
La famiglia dei geni MHC di classe I appartiene al complesso maggiore di istocompatibilità (MHC) e codifica per un'importante categoria di proteine di espressione quasi ubiquitaria nell'organismo (fanno eccezione i globuli rossi). Nelle cellule muscolari, negli spermatozoi, nel tessuto nervoso e nelle ghiandole endocrine sono comunque poco espressi.
Tali proteine sono coinvolte nel riconoscimento di cellule che si comportano in modo anomalo (tumorali, cellule infettate da virus, apoptotiche o danneggiate...) e nell'"educazione" delle cellule del sistema immunitario specifico. Sono espresse sulla membrana plasmatica in codominanza tra tutti gli alleli codificati dal genoma di quel determinato organismo e sono molto polimorfici. La loro trascrizione è finemente regolata dalle varie citochine e dallo stato generale della cellula esprimente.

## Struttura

Struttura di una molecola MHC di prima classe

Tali proteine sono costituite da 2 catene legate non covalentemente: una catena α (di 44-47 kD) codificata dal MHC e una catena β2-microglobulina (di 12 kD) non codificata dal MHC. In realtà, però, le MHC non sono considerate completamente assemblate fintantoché non legano il peptide. La molecola MHC completa infatti, è un eterotrimero costituito dalle due catene e dal peptide che permette l'espressione stabile sulla membrana cellulare. Questo comporta che per essere espresse, le MHC debbano aver legato il peptide.

### Catena α
La catena α (detta anche catena pesante) è transmembrana ed è quindi costituita da una regione extracellulare che contiene la tasca per il peptide, una regione idrofoba per l'attraversamento della membrana e una regione C-terminale citoplasmatica. La regione N-terminale (che costituisce la tasca) è formata da due α-eliche (α1 e α2) lunghe circa 90 amminoacidi che appoggiano su un pavimento formato da un foglietto β di 8 filamenti antiparalleli. La grandezze della tasca (25Å x 10Å x 11Å ca.) permette di ospitare un peptide lungo 8-11 amminoacidi a causa anche delle estremità chiuse. Questa apparente limitazione è scavalcata dal processamento dell'antigene che avviene del legame peptide-MHC. La tasca è la regione nella quale sono presenti i residui polimorfi. La restante parte extracellulare della catena α è costituita dal segmento α3 che presenta un dominio Ig di sequenza conservata che è deputato al legame con CD8. Al dominio Ig seguono 25 amminoacidi idrofobi transmembrana e una sequenza citoplasmatica di 30 amminoacidi.

### Catena β2-microglobulina
La catena β2-microglobulina (detta anche catena leggera) non è codificata dal MHC. È strutturalmente omologa ad un dominio Ig ed è legata in modo non covalente alla catena α3, è codificata da un gene presente nel cromosoma 15. La catena deriva il suo nome dalla mobilità elettroforetica (β2), le dimensioni e la solubilità (globulina).

## Struttura dei geni

Organizzazione genica del MHC

I geni che codificano per le molecole MHC di classe I sono contenuti nella regione di classe I nel locus MHC. Questa regione contiene 3 geni: HLA-A, HLA-B e HLA-C.

## Sintesi e presentazione degli antigeni
La molecola viene sintetizzata dai ribosomi che giacciono nel reticolo endoplasmatico rugoso e rimane esposta all'interno del suo lume. Dal citoplasma le proteine che vengono degradate passano al RE attraverso TAP (Transporter of Antigenic Peptides). Una volta arrivati vanno ad occupare la tasca del complesso in sintesi che ora ha il via libera per essere esocitato alla membrana plasmatica. Inoltre la sintesi nel RE necessita di alcune sequenze chiamate leader per essere indirizzata in tale comparto. L'HLA-E  è una molecola del complesso MHC che ingloba questi particolari peptidi e li porta in membrana. Se non ci sono peptidi di sequenze leader l'HLA-E non può essere esposto e questo è alla base del riconoscimento del missing self (detto anche se stesso perduto) da parte delle cellule NK, operato da molte cellule infettate o tumorali per evitare di essere distrutte.